# Shéhérazade (téléfilm)
Pour plus de détails, voir Fiche technique et Distribution.
Shéhérazade est un téléfilm français réalisé par Pierre Badel, diffusé en 1971.

## Synopsis
Shariar, sultan tout-puissant, accueille son frère Shazenian, laid et gauche, de retour de voyage. Il ne se confiera qu'à un être pur, Shéhérazade, fille du grand vizir: sa tristesse est bien explicable, il a été trompé par sa femme.
Pour se venger des femmes, Shariar choisira, chaque soir, une sultane nouvelle, qui au lendemain de sa nuit de noces, sera décapitée. Mais Shéhérazade est très intelligente et sophistiquée. Chaque soir, elle finit par lire une histoire avec une fin ouverte. Mais Shazenian tombe amoureux de Shéhérazade. Quand il boit un sérum de vérité, il lui révèle son amour. Shariar a enfermé Shéhérazade dans une prison. Elle peut s'échapper sur un cheval volant et voyager toute la nuit. Shariar la suit dans le palais volant...

## Distribution
- Claude Jade : Shéhérazade
- Pierre Michaël : Shariar
- Alain Mottet : Shazénian
- Anicée Alvina : Dinharzade
- Tsilla Chelton : la magicienne
- Angelo Bardi : le chef des eunuques

## Production
Pierre Badel a, en collaboration avec les techniciens de son équipe, particulièrement étudié les truquages et les décors, conçus à partir de miniatures persanes de Behzad, peintre à Bagdad, au XVIe siècle.
Le film est tourné dans les studios de Buttes-Chaumont.[réf. nécessaire]